# Olivier Roland
Olivier Roland (* 2. März 1984 in Québec, Kanada) ist ein belgisch-kanadischer Eishockeyspieler, der seit 2016 für die Cold Play Sharks in der belgischen National League Division 1 spielt.

## Karriere
Olivier Roland begann seine Karriere bei den Sainte-Foy Gouverneurs in einer unterklassigen Juniorenliga in der Provinz Québec. 2000 wurde er in der fünften Runde des QMHL Entry Drafts von den Rouyn-Noranda Huskies gedraftet. Von 2003 bis 2007 spielte er für die Mannschaft des Union College in Schenectady, die in der ECAC Hockey League, einer der Conferences der National Collegiate Athletic Association, spielt. Anschließend wechselte er nach Europa und spielte zunächst für Rouen Hockey Élite 76 in der Ligue Magnus. Mit der Mannschaft konnte er auf Anhieb sowohl den französischen Meistertitel als auch den Ligapokal gewinnen. Anschließend wechselte er zu den Nybro Vikings IF in die HockeyAllsvenskan, kehrte aber bereits Ende 2008 nach Rouen zurück. 2009 wechselte er nach Belgien, wo er mit dem IHC Leuven in der Ehrendivision spielte und 2011/12 auch am North Sea Cup teilnahm. Mit der Mannschaft aus der Universitätsstadt errang er 2010 und 2013 den belgischen Titel. Nach dem zweiten Titelgewinn beendete er seine Karriere vorübergehend. Seit 2016 spielt er für die Cold Play Sharks aus Mechelen in der zweitklassigen belgischen National League Division 1 spielt.

### International
Für die Belgische Nationalmannschaft nahm Roland an den Weltmeisterschaften der Division II  2012 und 2018 teil, wobei 2012 der Aufstieg von der B- in die A-Gruppe gelang. Roland trug zu diesem Aufstieg als Topscorer, Torschützenkönig (gemeinsam mit seinem Mannschaftskameraden Vincent Morgan), zweitbester Torvorbereiter (hinter Mitch Morgan) und Spieler mit der besten Plus/Minus-Bilanz bei und wurde folgerichtig auch zum besten Spieler seiner Mannschaft gewählt.

## Erfolge und Auszeichnungen
- 2008 Französischer Meister mit Rouen Hockey Élite 76
- 2008 Gewinn des französischen Ligapokals mit Rouen Hockey Élite 76
- 2010 Belgischer Meister mit dem IHC Leuven
- 2012 Aufstieg in die Division II, Gruppe A, bei der Weltmeisterschaft der Division II, Gruppe B
- 2012 Bester Torschütze und besten Plus/Minus-Bilanz bei der Weltmeisterschaft der Division II, Gruppe B
- 2013 Belgischer Meister mit dem IHC Leuven

## Ligue-Magnus-Statistik
(Stand: Ende der Spielzeit 2008/09)